# Gare de Deuil - Montmagny
Gare de Deuil - Montmagny vasútállomás Franciaországban, Deuil-la-Barre településen.

## Vasútvonalak
Az állomást az alábbi vasútvonalak érintik:
- Épinay-Villetaneuse–Le Tréport-Mers-vasútvonal

## Kapcsolódó állomások
A vasútállomáshoz az alábbi állomások vannak a legközelebb:
- Gare de Groslay (Gare de Persan - Beaumont, Gare de Creil, Gare de Luzarches, Transilien H)
- Gare d’Épinay - Villetaneuse (Paris Gare du Nord, Transilien H)